# SIGNAL (KAT-TUN의 노래)
〈SIGNAL〉(시그널)은 KAT-TUN의 2번째 싱글이다.

## 개요
초회 한정반과 통상반의 수록곡과 자켓이 다르게 되어있다.

## 수록곡

### 초회 한정반
CD
1. SIGNAL
  - 작사 : ma-saya / 작곡: Joey Carbone, LISA HUNG / 편곡: AKIRA / Rap 작사: JOKER
2. SIGNAL（オリジナル・カラオケ）

DVD
1. 《Making of “SIGNAL”》

### 통상반
1. SIGNAL
2. I'll be with you
  - 작사: 시라이 유키, 아라타 미카 / 작곡: Shusui, Carl Sahlin, Peter Ledin, Peter Moden / 편곡: 나가오카 세이코
3. SIGNAL（オリジナル・カラオケ）
4. I'll be with you（オリジナル・カラオケ）